# Гордіца Іван Дмитрович
Гордіца Іван Дмитрович (нар. 10 грудня 1944, Митків) — український дизайнер і майстер різьблення по дереву; член Спілки радянських художників України з 1988 року. Заслужений діяч мистецтв України з 2016 року.

## Біографія
Народився 10 грудня 1944 року в селі Миткові (нині Чернівецький район Чернівецької області, Україна). У 1961—1968 роках навчався на відділенні художньої обробки металу Вижницького училища прикладного мистецтва в Олексія Шишкіна; у 1968—1973 роках — на факультеті промислового дизайну Харківського художньо-промислового інституту у Валентина Сизикова.
Після здобуття фахової освіти працював у галузі архітектури, дизайну, різьби по дереву в Ульяновську, Мурманську, Сімферополі. З 1975 року працює і живе у Чернівцях: з 1976 року — проєктант Чернівецького художньо-виробничого комбінату. У 1990—1992 і 2002—2009 роках очолював Чернівецьку обласну організацію Національної спілки художників України.
Мешкає у Чернівцях в будинку на вулиці 28 Червня, № 10.

## Творчість

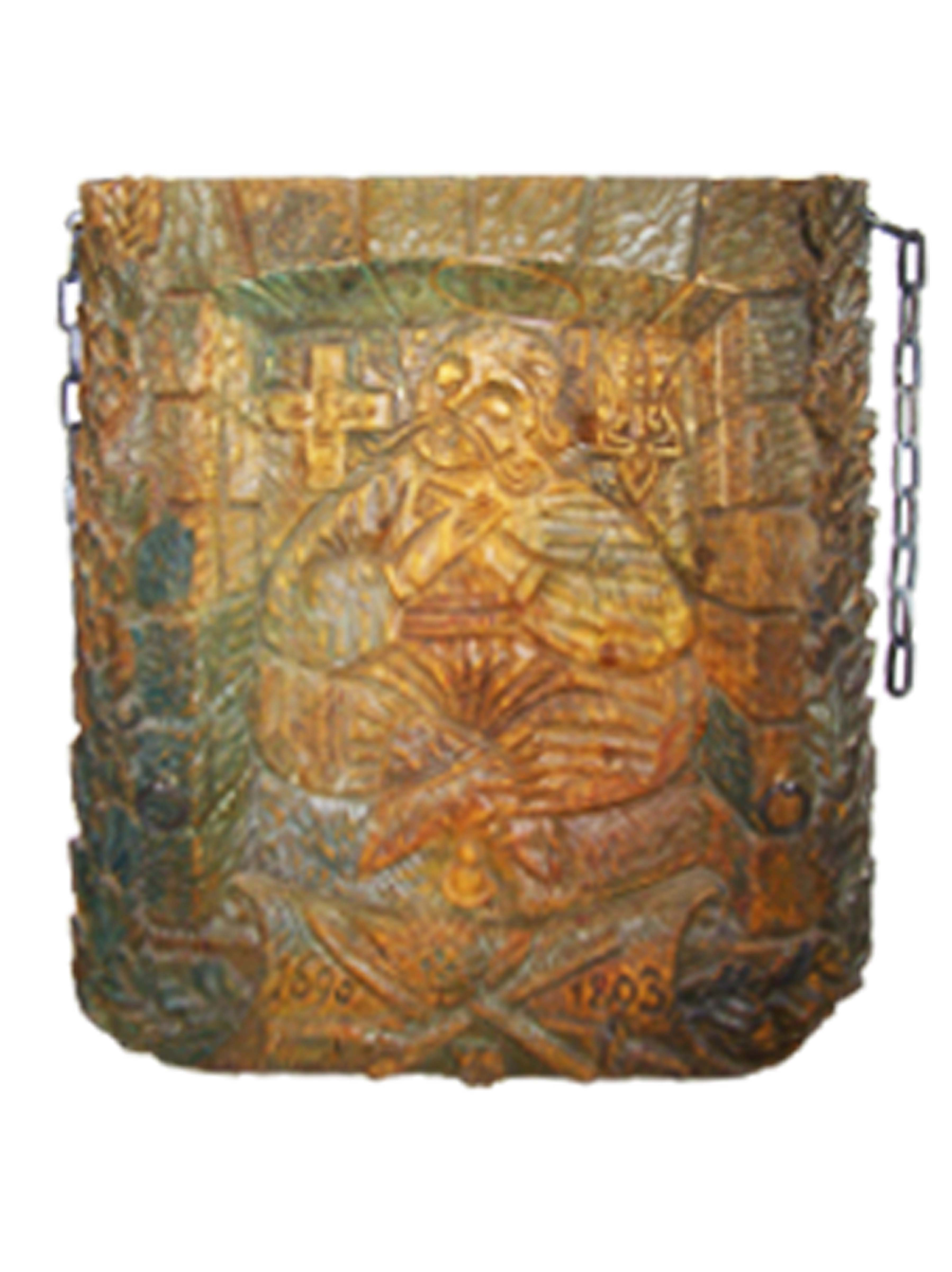
«Дума про Калнишевського».

Працює в галузях монументального мистецтва, проєктування, художнього оброблення дерева і металу, дизайну та живопису. Серед робіт:
комплексне художнє оформлення
- проспекту 50-річчя Жовтня у Чернівцях (1977);
- кафе «Буковина»  у Чернівцях (1978);
- кафе «Буковинська осінь» у Києві (1982);
- Будинку культури в Новоселиці (1986)[3];

проєкти реконструкції
- інтер'єрів Центрального виставкового залу «Манеж» у Москві (1982);
- ресторану «Пролісок» у Чернівцях (1983);
- вулиці Ольги Кобилянської у Чернівцях (1985);

декоративні композиції
- «Буковинські мотиви» (1977);
- «Мелодії Кримських гір» (1977);
- «Меланхолія–2» (1978);
- «Олімпіада–80» (1980);
- «Сусанна» (1982);
- «Чорнобильський жайвір» (1987),
- «Ідилія алопеції» (1987);
- «Апофеоз соціалізму» (1988);
- «Зірка полин» (1988);
- «Ой у лузі червона калина» (1989);
- «Сонце» (1991);
- «Бабине літо» (1991);
- «Пісня пісень» (1995);
- «Парус» (1995);
- «Версія про Адама» (1997);
- «Президент Грушевський» (1998);
- «Випадок у раю» (2001);
- «Дума про Калнишевського» (2004);
- «Дама хрестова» (2004);
- «Стихія» (2004);
- «Гамованка» (2005, полотно, олія);

Учасних всекраїнських виставок з 1977 року, всесоюзних — з 1981 року, міжнародних — з 1986 року. Персональні виставки відбулися в Обернберзі (Австрія) у 2000, 2002 роках, Чернівцях у 2004 році.
Роботи зберігаються у приватних колекціях в Україні, Росії, Німеччині, Канаді, Австрії, Італії.